# Río Olivenza
El río Olivenza, también llamado rivera de Olivenza, es un río del suroeste de la península ibérica perteneciente a la cuenca hidrográfica del Guadiana, que transcurre por la provincia de Badajoz (España).

## Curso
Los arroyos de la cabecera del Olivenza descienden desde la sierra de Santa María, entre los términos municipales de Barcarrota y Salvaleón. El río discurre en sentido sureste-noroeste, a lo largo de unos 60 km, sirviendo durante la mayor parte de su recorrido como límite natural entre dichos municipios y entre el de Olivenza, situado al sur del río, y los de Almendral, Valverde de Leganés y Badajoz, situados al norte. Desemboca en el río Guadiana junto al cerro de los Carabineros (203 m s. n. m.). 
Sus aguas están embalsadas en el embalse de Piedra Aguda. 

## Historia
Es notorio el número de yacimientos arqueológicos correspondientes a poblados del periodo Calcolítico articulados preferentemente en torno a la ribera del río Olivenza.

## Flora y fauna
Los últimos 6,5 km del tramo bajo del río Olivenza forman parte de la Zona Especial de Conservación (ZEC) "Río Guadiana Internacional", en la que también se incluye parte del río Caya, por la importancia de sus hábitats ribereños de bosques de galería, que cumplen una función protectora de las orillas, ayudando a conservar la morfología del Guadiana y la calidad de sus aguas.